# Almost Alice
Almost Alice es una colección de música de varios artistas inspirada por la película de Tim Burton, Alicia en el país de las maravillas.
El sencillo principal, "Alice" de Avril Lavigne es interpretado durante los créditos finales de Alice in Wonderland, y es la única canción del álbum incluida en el filme. Fue estrenada el 27 de enero de 2010 en el programa radial On Air with Ryan Seacrest. El segundo sencillo fue la canción Tea Party de la cantante pop estonia Kerli. "Follow Me Down", un tema del álbum interpretado por 3OH!3 y con la participación de Neon Hitch, también ha sido lanzado como sencillo. Una edición especial del álbum con tres canciones extra se vende exclusivamente en Hot Topic y en la versión mexicana que se vende en Mixup Music Store.
El álbum fue lanzado el 2 de marzo de 2010. Debutó en el puesto #5 de Billboard.

## Lista de temas
| N.º | Título                       | Artista                         | Duración |  |
| 1.  | «Alice»                      | Avril Lavigne                   | 3:35     |  |
| 2.  | «The Poison»                 | The All-American Rejects        | 3:53     |  |
| 3.  | «The Technicolor Phase»      | Owl City                        | 4:27     |  |
| 4.  | «Her Name Is Alice»          | Shinedown                       | 3:38     |  |
| 5.  | «Painting Flowers»           | All Time Low                    | 3:25     |  |
| 6.  | «Where's My Angel»           | Metro Station                   | 3:39     |  |
| 7.  | «Strange»                    | Tokio Hotel y Kerli             | 3:51     |  |
| 8.  | «Follow Me Down»             | 3OH!3 con Neon Hitch            | 3:23     |  |
| 9.  | «Very Good Advice»           | Robert Smith                    | 2:58     |  |
| 10. | «In Transit»                 | Mark Hoppus con Pete Wentz      | 4:02     |  |
| 11. | «Welcome to Mystery»         | Plain White T's                 | 4:28     |  |
| 12. | «Tea Party»                  | Kerli                           | 3:29     |  |
| 13. | «The Lobster Quadrille»      | Franz Ferdinand                 | 2:08     |  |
| 14. | «Always Running Out of Time» | Motion City Soundtrack          | 3:00     |  |
| 15. | «Fell Down a Hole»           | Wolfmother                      | 5:04     |  |
| 16. | «White Rabbit»               | Grace Potter and the Nocturnals | 3:21     |  |

| Hot Topic bonus tracks |                    |                   |          |  |
| N.º                    | Título             | Artista           | Duración |  |
| 17.                    | «Sea What We Seas» | Never Shout Never | 3:10     |  |
| 18.                    | «Topsy Turvy»      | Family Force 5    | 3:25     |  |
| 19.                    | «Extreme»          | Valora            | 3:47     |  |

| iTunes bonus tracks |                               |                      |          |  |
| N.º                 | Título                        | Artista              | Duración |  |
| 17.                 | «You Are Old, Father William» | They Might Be Giants | 2:32     |  |
| 18.                 | «Alice's Theme»               | Danny Elfman         | 5:08     |  |

## Sencillos
- "Alice" por Avril Lavigne. Lanzado el 27 de enero de 2010
- "Follow Me Down" por 3OH!3 y Neon Hitch. Lanzado en 2010
- "Tea Party" por Kerli. Lanzado en 2010

## Videos
- "Alice (Underground)" por Avril Lavigne.
- "Tea Party" por Kerli.
- "Sea What We Seas" por Never Shout Never.
- "White Rabbit" (Live) por Grace Potter & The Nocturnals.